# جافيد حسينوف
جافيد حسينوف (9 مارس 1988 بجبرائيل في جمهورية مرتفعات قرة باغ - ) هو لاعب كرة قدم أذربيجاني في مركز الهجوم. شارك مع منتخب أذربيجان لكرة القدم. أما مع النوادي، فقد لعب مع أضنة دمير سبور ونادي إنتر باكو ونادي باكو ونادي قبله ونادي نيفتشي باكو وShuvalan FK ‏ وMOIK Baku ‏ وTuran Tovuz ‏.

## وصلات خارجية
- جافيد حسينوف على موقع الاتحاد الأوربي (الإنجليزية)
- جافيد حسينوف على موقع اتحاد تركيا (لاعب) (الإنجليزية)
- جافيد حسينوف على موقع قاعدة بيانات كرة القدم.إي يو (الإنجليزية)
- جافيد حسينوف على موقع ناشيونال فوتبول تيمز (الإنجليزية)
- جافيد حسينوف على موقع Soccerway.com (الإنجليزية)
- جافيد حسينوف على موقع عالم كرة القدم.نت (الإنجليزية)
- جافيد حسينوف على موقع AS.com (الإسبانية)